# Kiyoshi Tomizawa
Kiyoshi Tomizawa (født 3. december 1943) er en japansk fodboldspiller.

## Japans fodboldlandshold
| Japans landshold | Japans landshold | Japans landshold |
| År               | Kmp              | Mål              |
| ---------------- | ---------------- | ---------------- |
| 1965             | 2                | 0                |
| 1966             | 0                | 0                |
| 1967             | 1                | 0                |
| 1968             | 1                | 0                |
| 1969             | 0                | 0                |
| 1970             | 2                | 0                |
| 1971             | 3                | 2                |
| Total            | 9                | 2                |